# Pilea longibracteolata
Pilea longibracteolata är en nässelväxtart som beskrevs av Al.Rodr., A.K.Monro och L.Acosta. Pilea longibracteolata ingår i släktet pileor, och familjen nässelväxter. Inga underarter finns listade i Catalogue of Life.